# Kate Sheppard
Kate Sheppard (ur. 10 marca 1847 w Liverpoolu, zm. 13 lipca 1934) – nowozelandzka działaczka na rzecz praw kobiet.

## Życiorys
Urodzona w Liverpoolu, w wieku 20 lat wyemigrowała do Nowej Zelandii, gdzie wyszła za mąż za kupca Waltera Shepparda. Rozpoczęła działalność jako sufrażystka, podróżując po kraju, publikując artykuły w prasie, organizując spotkania i lobbując członków parlamentu w celu uzyskania praw wyborczych przez kobiety. W 1893 przedstawiła petycję, podpisaną przez 32 tysiące kobiet, która doprowadziła do uchwalenia przez obie izby parlamentu (pomimo sprzeciwu premiera Richarda Seddona) Electoral Act 1893, dającego kobietom czynne prawo wyborcze. W latach 1894–1896 Sheppard ponownie mieszkała w Wielkiej Brytanii, uczestnicząc w tamtejszym ruchu feministycznym. W 1896 powróciła do Christchurch, gdzie w kwietniu 1896 stanęła na czele Narodowej Rady Kobiet Nowej Zelandii (National Council of Women of New Zealand). Funkcję prezydenta tej organizacji pełniła do 1899. W 1895 doprowadziła do utworzenia White Ribbon, pierwszej nowozelandzkiej gazety, redagowanej i zarządzanej wyłącznie przez kobiety, gdzie przez następne lata napisała wiele artykułów. W 1909 wybrana honorową wiceprezydent Międzynarodowej Rady Kobiet (International Council of Women).